# Ломикіна Зоя Дмитрівна
Зоя Дмитрівна Ломи́кіна (17 квітня 1928, Первомайськ —12 серпня 2008, Одеса) — українська скульпторка; членкиня Спілки художників України з 1960 року.

## Біографія
Народилася 17 квітня 1928 року у місті Первомайську (тепер Миколаївська область, Україна). 1950 року закінчила Одеське художнє училище (викладачі Михайло Тодоров, Антон Чубін, Микола Шелюто, Федір Чувакін).
Працювала в Одесі: протягом 1957—1959 років — викладачка художньої школи; у 1960–1980-ті роки — у філії Художнього фонду України. Жила в Одесі на вулиці Чкалова № 1, квартира № 13. Померла в Одесі 12 серпня 2008 року. Похована в Одесі на Другому християнському цвинтарі.
Дружина художника Костянтина Ломикіна.

## Творчість
| Пам'ятник академіку Олександру Ляпунову |
| Пам'ятник Євгену Блажевському           |
| надгробок Юлії Рябчинській              |

Працювала в галузі станкової, монументальної та декоративної скульптури. Для скульптурних портретів, композицій, пам'ятників, надгробків використовувала гіпс, бронзу, граніт. Серед робіт:
- «Потьомкінець» (1957, гіпс);
- «Рибалка з Чорногорки» (1958);
- пам'ятник академіку Олександру Ляпунову в Одесі (1958, брогза, граніт; архітектор В. Мусаров);
- «Не для війни синів ми ростимо» (1960);
- «1905 рік» (1960, гіпс);
- «Водолаз Севастопольського флоту В. Дарченко» (1965);
- «Нам потрібен мир» (1967, гіпс);
- портрет Сергія Кірова (1970, дерево);
- портрет Михайла Фрунзе (1971, штучний камінь);
- «Юність» (1971, шамот);
- «Молодий архітектор» (1971; 1978);
- «Скульптор Таїсія Судьїна» (1972);
- «Засновник Одеської художньої школи К. Костанді» (1974);
- «Юнак» (1990);
- пам'ятник Євгену Блажевському в селі Любомирці (1963, брогза, граніт; архітектор Василь Онащенко);
- надгробок Юлії Рябчинській в смт Піщанці (1974).

Брала участь у республіканських та всесоюзних виставках з 1957 року.